# Parvulastra
Genre
Parvulastra est un genre d'étoiles de mer de la famille des Asterinidae.

## Liste des espèces
Selon World Register of Marine Species (15 janvier 2015) :
- Parvulastra calcarata (Perrier, 1869) -- Pacifique sud-est (Archipel Juan Fernández)
- Parvulastra dyscrita (H.L. Clark, 1923) -- Afrique du Sud
- Parvulastra exigua (Lamarck, 1816) -- Atlantique sud et océan austral
- Parvulastra parvivipara (Keough & Dartnall, 1978) -- Australie du sud
- Parvulastra vivipara (Dartnall, 1969) -- Tasmanie

## Référence taxonomique
- (en) WoRMS : Parvulastra O'Loughlin in O'Loughlin & Waters, 2004 (+ liste espèces)
- (en) Catalogue of Life : Parvulastra O'Loughlin in O'Loughlin & Waters, 2004 (consulté le 10 avril 2023)
- (en) NCBI : Parvulastra (taxons inclus)